# Агепста
Агепста (абх. Аҕаҧсҭа, «аҕ» (град), «аҧсҭа» — ущелье) — горная вершина на границе России и Абхазии, высочайшая точка Гагрского хребта. Высота 3256 м (по другим данным — 3261 м). Хорошо видна со смотровой башни горы Большой Ахун вблизи Сочи.
Сложена известняками. Склоны покрыты лесом, вершина скалистая. На северных склонах имеется несколько ледников, питающих реку Тихую, левый приток Мзымты.